# 射水神社
36°44′55″N 137°01′17″E / 36.748528°N 137.021333°E
射水神社（日语：／ Imizu-Jinja */?）是日本富山縣高岡市古城的一座神社，主祭神是瓊瓊杵尊，社格是名神大社或式內小社、越中國一宮、國幣中社和別表神社，別當寺是養老寺，雖然沒有氏子，但是《神社名鑑》指神社的崇敬者達100萬人，《式內社調查報告》則指其奉贊會的成員有300家法人以及個人會員150人。

## 位置和名稱

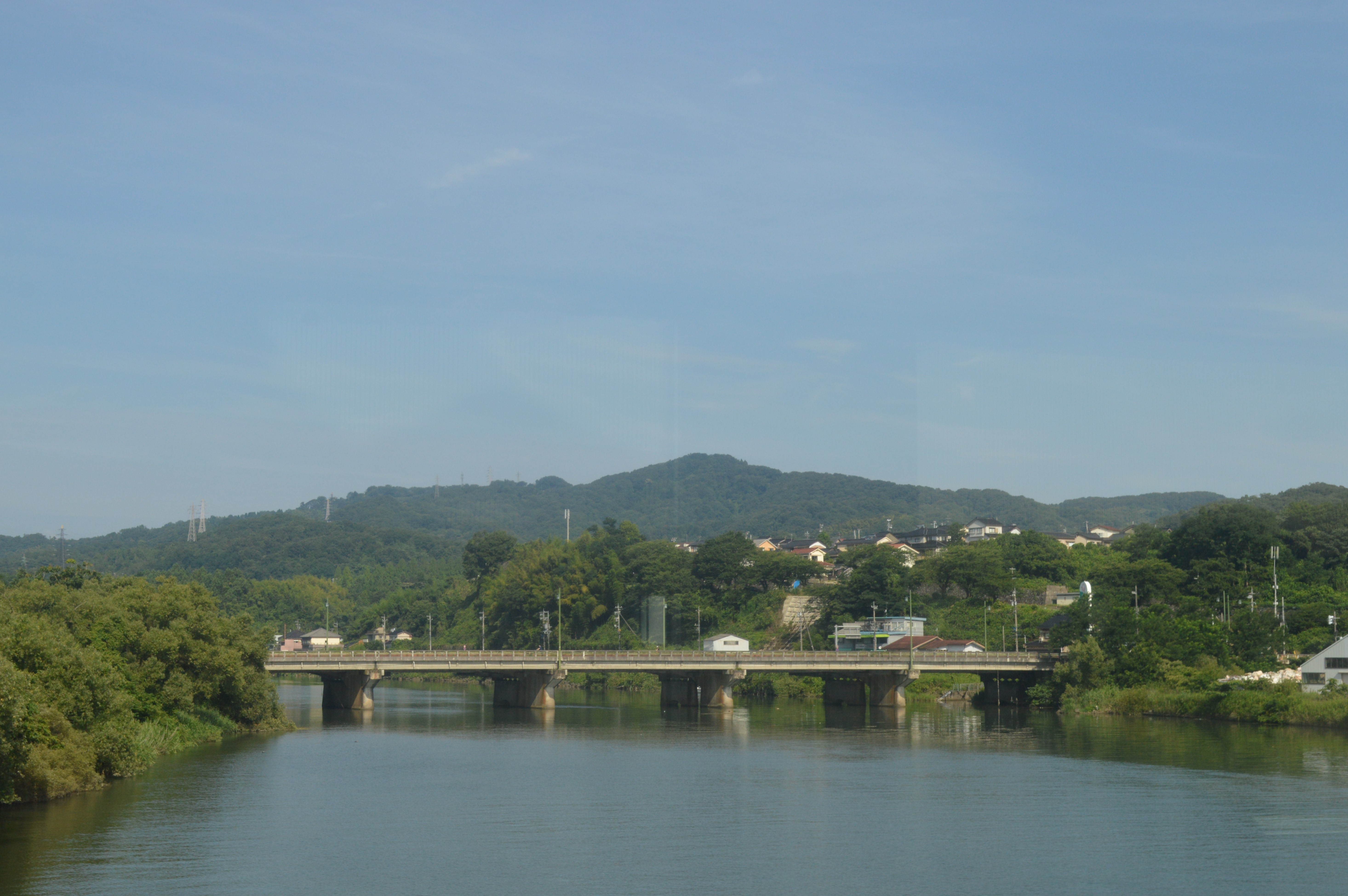
二上山和小矢部川

神社原本位於二上山南部，二上地區靠北的山邊處，向南俯瞰小矢部川（射水川），1875年9月16日遷移至高岡古城公園，位處於高岡城的本丸遺址。1877年6月25日，神社在二上的舊址設置分社，即二上射水神社，《式內社調查報告》稱二上射水神社為本宮，高岡城的射水神社為新宮。2015年3月10日，高岡城獲指定為日本國史跡，神社也位於史跡指定範圍之內，為唯一建於江戶時代城跡內的一宮。行政區劃方面，神社原屬越中國射水郡，二上時期屬二上村，大字是二上，字谷內，地號是1519，高岡城時期屬高岡市，最初大字是本丸，地號是10，後為定塚町和定塚町本丸。
神社在六國史中稱為二上神，雖然沒有記載射水神的稱呼，但是由於其後神社的稱號是二上大權現，因此一般來說視兩神為一體，在獲列為國幣中社時才確立射水神社的名稱。射水源於射水川，相對於作為山神的二上神來說，射水神為河神和水神，因此《射水神社志》主張神社本來的祭神為水神，而且是敬奉國造的氏社，才命名為射水神社。另外，建於神社舊址，作為分社創建的二上射水神社在1954年7月19日獨立後，稱為越中總社射水神社，相對地在高岡城的射水神社則是越中總鎮守射水神社。

## 歷史
根據1903年的《射水神社明細書》記載，神社的創建日期不明，其別當寺養老寺則是由行基在養老元年（717年）於當地創立。根據《日本眾神 神社與聖地》的說法，大伴家持收錄於《萬葉集》的和歌（新編國歌大觀編號4009）中的是指二上神，神社在文獻上最初也是以二上神的名義見於《續日本紀》的寶龜11年12月14日（781年1月13日）條，當時神社與高瀨神社一同獲敘從五位下的神階。延曆14年8月18日（795年10月5日），根據《日本紀略》記載，神社升至從五位上，承和7年9月29日（840年10月27日）根據《續日本後紀》記載升至從四位上，仁壽4年3月7日（854年4月7日）根據《日本文德天皇實錄》記載升至從三位，天安3年正月27日（859年3月5日）根據《日本三代實錄》記載再升至正三位。當時神社的範圍包含二上莊67村，整體面積達約220000坪（約727272.73平方）。
根據《射水神社明細書》記載，神社在承平年間（931年至938年）毀於戰火，其後在天曆年間（947年至957年）由空也重建。文明7年9月14日（1475年10月13日），根據《射水神社文書》記載，二上莊的領家土御門泰清獲後土御門天皇下達綸旨，准許神社依從先例徵收棟別錢來興建社殿。根據《射水神社明細書》記載，神社在天正年間（1573年至1592年）再次毀於戰火。進入江戶時代後，神社成為加賀藩的祈禱所，並且由前田利長重建。慶長15年（1610年），神社獲利長寄進御供田6石7斗9升2合。另外，神社也獲准在越中各地徵收每戶1升2合的初穗米（知識米），由二上山的山伏像大黑天一樣背著袋子前往各地徵收，直至明治3年（1870年）才告終。
明治4年10月15日（1871年11月27日），神社在明治天皇大嘗祭舉行時獲奉幣。1875年9月16日，神社的權宮司關守一由於不滿社僧數百年來專橫，不惜從二上山遷座至高岡公園本丸遺址。當天，二上村的氏子一邊嚎哭一邊抓緊神輿不讓其離去。三天後，氏子以遷座後的神社路途遙遠為由，要求建立分社，最終在翌年6月6日獲石川縣廳批准，6月25日舉行神靈移祭式，即二上射水神社。1889年2月11日，《皇室典範》和《大日本帝國憲法》開始實施，神社也獲奉幣。其後，神社在1904年2月17日大日本帝國對俄羅斯帝國宣戰、1909年10月2日皇太子到訪北陸、1915年11月14日大正天皇大嘗祭和1928年11月14日昭和天皇大嘗祭時也獲奉幣。1954年7月19日，二上射水神社以越中總社射水神社之名獨立，相對地高岡的射水神社則稱作越中總鎮守射水神社，《日本歷史地名大系》指獨立的理由是第二次世界大戰後開始實施的《宗教法人法》。1969年，神社在全國植樹祭舉行時獲賜幣帛料和神饌。1975年4月23日，神社舉行遷座百年祭時，獲昭和天皇下賜幣帛料。

## 社格

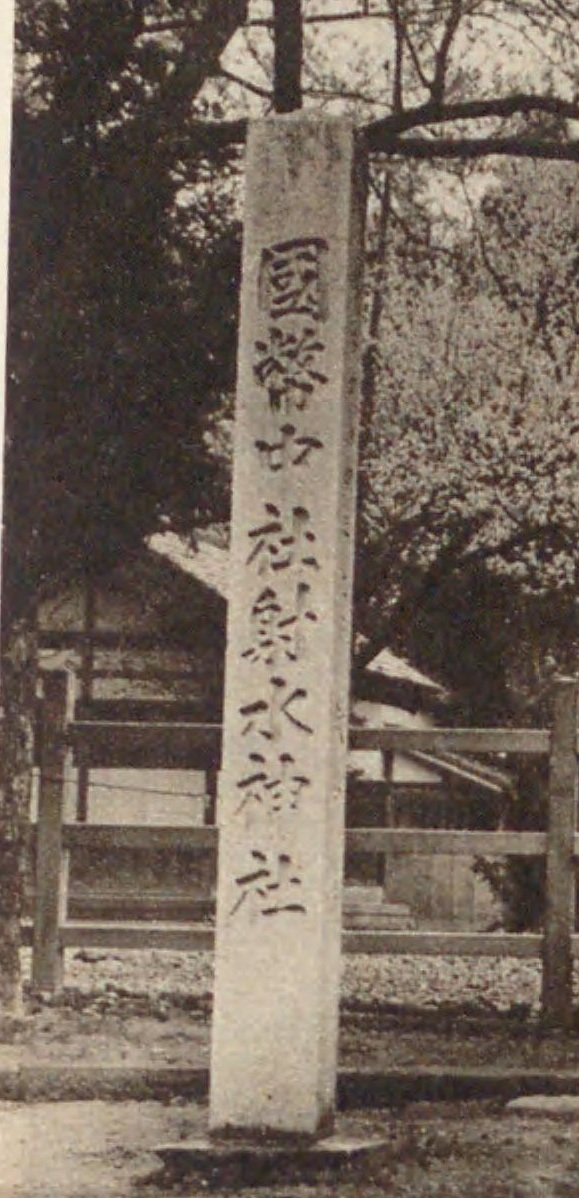
刻有國幣中社的社號標

射水神社的社格是名神大社或式內小社、越中國一宮、國幣中社和別表神社。根據《延喜式》出雲本（雲州本）內的《延喜式神名帳》記載，神社在射水郡內排第一，並且是名神大社，但是根據宮內廳書陵部藏本以及九條家本，氣多神社才是名神大社，佐伯有義在《富山縣神社祭神御事曆》中否定出雲本的說法，依據宮內廳書陵部藏本以及九條家本，主張氣多神社為名神大社，《新訂增補國史大系》同樣記載氣多神社為名神大社。相對地，《越中國式內等舊社記》則指射水神社為名神大社。
對此，《日本眾神 神社與聖地》雖然主張出雲本的說法是源於筆誤，但是《式內社調查報告》指出氣多神社原本是氣多大社的分社，在天平寶字元年（757年）左右才創建，因此相對於新建的氣多神社，將自古以來已經存在的射水神社列為名神大社是理所當然。名神大社的地位是隨著國府遷移至氣多神社附近，加上國府的權力愈來愈大後才轉移至氣多神社，也就是說出雲本描述的是以前，九條家本則是後來的情況。
至於一宮方面，除了射水神社外，氣多神社、高瀨神社和雄山神社均主張自身為越中國一宮。射水神社為一宮的說法最早見於白山比咩神社的《白山記》，其中指出射水神社原本是越中國的二宮，在能登國獨立後變成一宮，不過後來新氣多（氣多神社）創建後，兩者就一宮的地位爆發爭執，最終射水神社被氣多神社取代。
在近代社格制度實施後，射水神社在1871年5月14日獲列為國幣中社，為富山縣內社格最高的神社。其後在1939年7月15日曾經向神社局試探能否昇格為國幣大社。1948年9月30日，神社本廳制定「幹部和職員去留相關規定」（役職員進退に関する規程，《規程第15號》），神社列於其中第五條提到的「記載於別表的神社」（別表に掲げる神社）之內，即別表神社。

## 祭神

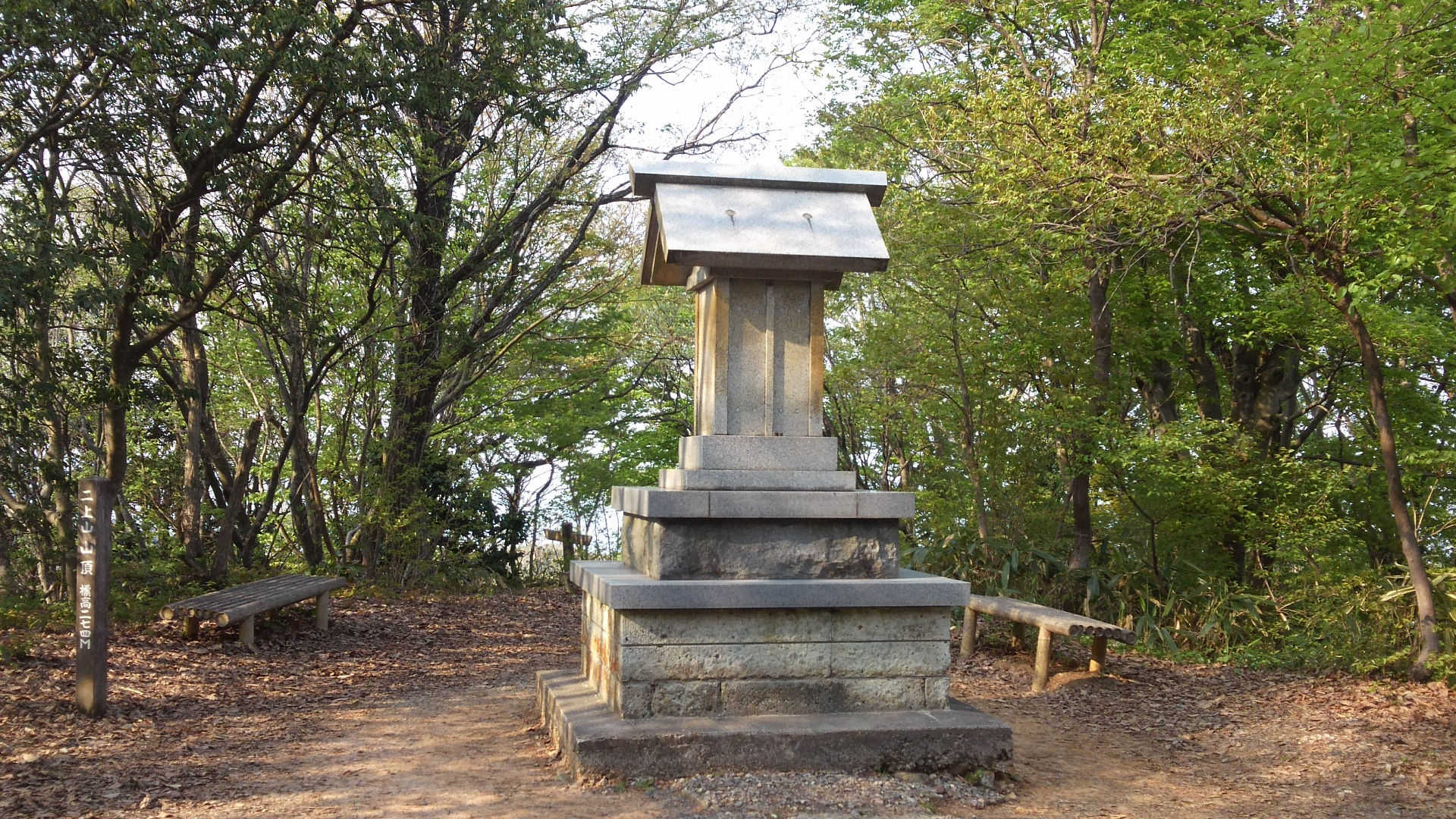
日吉社

神社的主祭神是瓊瓊杵尊或二上神，在神佛習合時期稱為二上大權現，神佛分離後二上神作為瓊瓊杵尊而受到供奉。根據《式內社調查報告》記載，神社在1922年7月15日提出將祭神瓊瓊杵尊改為二上神，並且在同年10月20日獲接納。關於二上神的原型，《式內社調查報告》指出存在四種說法，分別為建內宿禰、建內宿禰之孫伊彌頭國造之祖大河音足尼、別名為天二上命的天牟羅雲命或大己貴命，然而四種說法均沒有確切的根據，同書指二上神應該是以二上山為中心的射水郡的地主神和國魂神。此外，神社有三座攝社，為日吉社、惡王子社和院內社，均位於二上山，祭神分別是大山咋神、地主神和菊理媛神，末社則是諏訪社和高岡市護國神社，祭神分別是建御名方神和戰死者3,576人。

## 境內

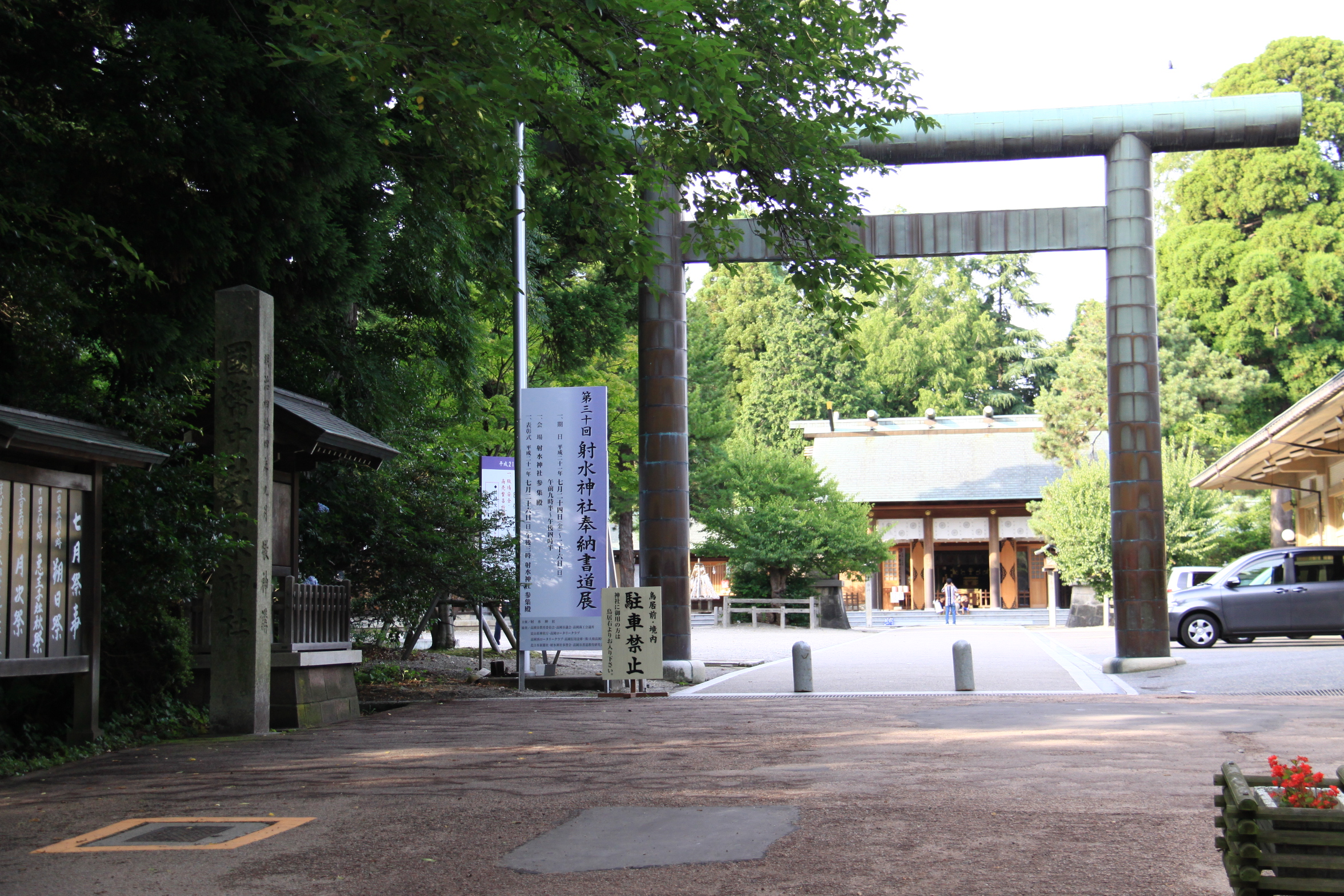
大鳥居

神社在江戶時代的境內面積達8町（約0.08平方公里），1874年9月時是1町6反7畝4步（約16575.21平方），遷移至高岡後是3500坪（約11570.25平方），東西長50間（約90.91），南北長70間（約127.27），《神社名鑑》記載為4900坪（約16198.35平方），日吉社、惡王子社、院內社和諏訪社則分別是200坪（約661.16平方）、132坪（約436.36平方）、393坪（約1299.17平方）和83坪（約274.38平方）。
1881年1月，大拜殿毀於大雪，翌年5月重建。1900年6月27日，神社毀於高岡大火，不過在翌年9月6日獲內務省提供20,500日元用作重建，最終本殿、拜殿、神饌所和社務所在1902年8月30日落成，同年10月13日舉行御遷宮式。本殿正面寬2.5間（約4.55），長2間（約3.64），拜殿正面寬3.5間（約6.36），長2.5間（約4.55），均為神明造和銅板屋頂，幣殿又稱祝詞舍或渡殿，為連接本殿和拜殿的社殿，正面寬3.5間（約6.36），長4間（約7.27），鄰接的中門掛有有栖川宮熾仁親王親筆書寫的「射水神社」匾額，拜殿（外拜殿）則掛有加賀藩第12代藩主前田齊泰親筆書寫的「射水神社」匾額。本殿、拜殿和幣殿均由伊東忠太設計，松井角平負責施工。此外，神饌所及後改作為祭器庫，社務所則於1968年由新建的社務所取代，正面寬9間（約16.36），長6間（約10.91）。
神社建築尚有相撲場、社號標、大鳥居、手水舍、參集殿和第一鳥居等等。相撲場建於1923年，原本位於高岡古城公園的三之丸。1958年，昭和天皇、香淳皇后和雍仁親王妃勢津子在出席富山國體相撲競技大會時也視察了相撲場。1960年，相撲場舊址由於用作興建高岡市民體育館，因此轉移至神社前的卯辰山，作為市營的相撲場沿用下來，另外卯辰山也以其慣稱於藤子不二雄Ⓐ的漫畫《漫畫之路》中登場。社號標由敬神講在1911年9月寄進，由72名當地信眾雕刻而成，刻有「國幣中社射水神社」。大鳥居早在明治時期已經存在，其後獲天皇下賜幣帛料，並且於1975年4月23日神社舉行遷座百年祭時進行修建，為銅板神明鳥居。手水舍建於2015年6月，其屋頂銅板記有施工期間參與儀式眾人的名稱。參集殿原本是皇太子嘉仁親王在1909年10月行啓高岡時，建於櫻馬場的休息室，在1960年由高岡市以解體重建的方式轉讓予神社，建築材料全數均是日本扁柏，殿內的儀式殿、饗饍殿和瑞祥殿建於1968年。第一鳥居是在2015年時轉讓自豐受大神宮而來，原本是其正宮深處的板垣北御門，以木曾的日本扁柏製成，為高約4.8米，寬約6.5米，正面寬約3.8米的神明鳥居。

## 祭事
| 朔日祭（每月1日） 月次祭（每月23日） |                                                                                       |     | |     |                                                                         |      |                                                                  |                                                        |
| 1月                                  | 歳旦大祈願祭（1月1日） 左義長（1月14日） 交通安全祈願祭、無火災祈願祭 （1月上旬）     | 4月 | 神武天皇祭遙拜 （4月3日） 例祭（4月23日）                                                          | 7月 | 鰻奉獻無病息災祈願祭 （土用丑日） 奉納書道展 （第三週的星期五至星期日） | 10月 | 神嘗奉祝祭 （10月17日）                                          | 七五三祭 （10月1日至11月30日）                         |
| 2月                                  | 開運厄除大祭、節分祭 （2月3日） 紀元祭（2月11日） 祈年祭（2月17日） 天長祭（2月23日） | 5月 | —                                                                                                  | 8月 | 七夕祭（8月1日至8月7日）                                                | 11月 | 明治祭（11月3日） 蒲鉾昆布奉獻祭 （11月15日） 新嘗祭（11月23日） | 七五三祭 （10月1日至11月30日）                         |
| 3月                                  | 桃花祭（3月3日）                                                                      | 6月 | 鎮火祭（6月27日） 夏越大祓、玩偶感謝清祓式 （6月30日） 越中哭笑相撲（6月上旬） 茶筌塚祭（6月中旬） | 9月 | 秋季大祭（9月16日）                                                     | 12月 | 冬至祭（冬至） 煤拂祭（12月25日） 年越大祓（12月29日）           | 冬至祭（冬至） 煤拂祭（12月25日） 年越大祓（12月29日） |

## 註解
1. ↑  根據《日本歷史地名大系》引述《貞享二年（1685年）寺社由緒書上》記載，當時養老寺的別當（日语：別当）是慈尊院（日语：慈尊院 (高岡市)）、本覺坊和金光院（日语：金光院 (高岡市)），神佛分離後則僅存金光院[4]。《式內社調查報告》則指慈尊院後來重歸佛門，與金光院同屬高野山真言宗[1]。
2. ↑  根據《白山記》的正文，此文獻在長寬元年（1163年）成立，根據奧書可以得知，先後在正應4年5月1日（1291年5月29日）、永和4年6月29日（1378年7月24日）、應永16年5月19日（1409年7月2日）和永享11年6月9日（1439年7月19日）進行增補[12][13]。

## 外部連結
- . 射水神社.   [2022-12-12]. （原始内容存档于2023-04-09） （日语）.
- . 富山縣.   [2022-12-12]. （原始内容存档于2022-12-12） （日语）.
- . 全國一之宮巡拜會.   [2022-12-12]. （原始内容存档于2022-06-25） （日语）.
- . kotobank （日语）.
- 的Facebook專頁
- 的Instagram帳戶
- 的Instagram帳戶
- 的Instagram帳戶